# Rabdophaga cornuta
Rabdophaga cornuta är en tvåvingeart som först beskrevs av Walsh 1864.  Rabdophaga cornuta ingår i släktet Rabdophaga och familjen gallmyggor.
Artens utbredningsområde är Illinois. Inga underarter finns listade i Catalogue of Life.